# Кастелло-ді-Бріанца
Кастелло-ді-Бріанца (італ. Castello di Brianza) — муніципалітет в Італії, у регіоні Ломбардія, провінція Лекко.
Кастелло-ді-Бріанца розташоване на відстані близько 500 км на північний захід від Рима, 36 км на північ від Мілана, 11 км на південний захід від Лекко.
Населення — 2557 осіб (2014).

## Демографія
Населення за роками:

Станом на 1 січня 2023 року в муніципалітеті офіційно проживало 139 іноземців з 28 країн, серед них 25 громадян країн Євросоюзу та 8 громадян України.

## Сусідні муніципалітети
- Барцаго
- Колле-Бріанца
- Дольцаго
- Ла-Валетта-Бріанца
- Санта-Марія-Ое
- Сірторі